# История на Македоно-одринското опълчение
История на Македоно-одринското опълчение е двутомно издание за историята на Македоно-одринското опълчение и е едно от първите изследвания на българска военна част и все още най-добрият труд посветен на опълчението. Негов автор е полковник Петър Дървингов, който е началник-щаб на опълчението, а по-късно е почетен председател на Дружеството на македоно-одринските опълченци. Двата тома излизат съответно през 1919 и 1925 година.